# STOVL

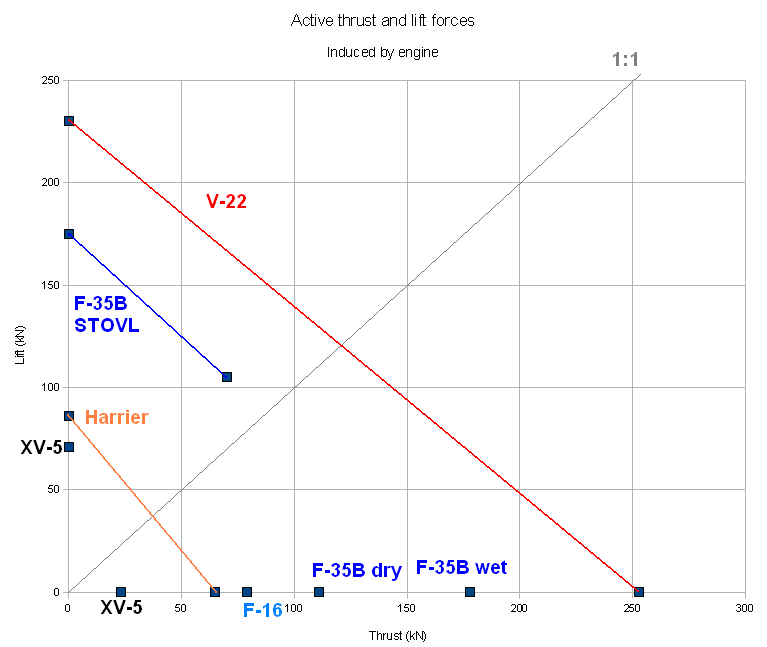
Grafico della corrispondenza tra le forze ascensionale e di spinta di alcuni aerei STOVL.

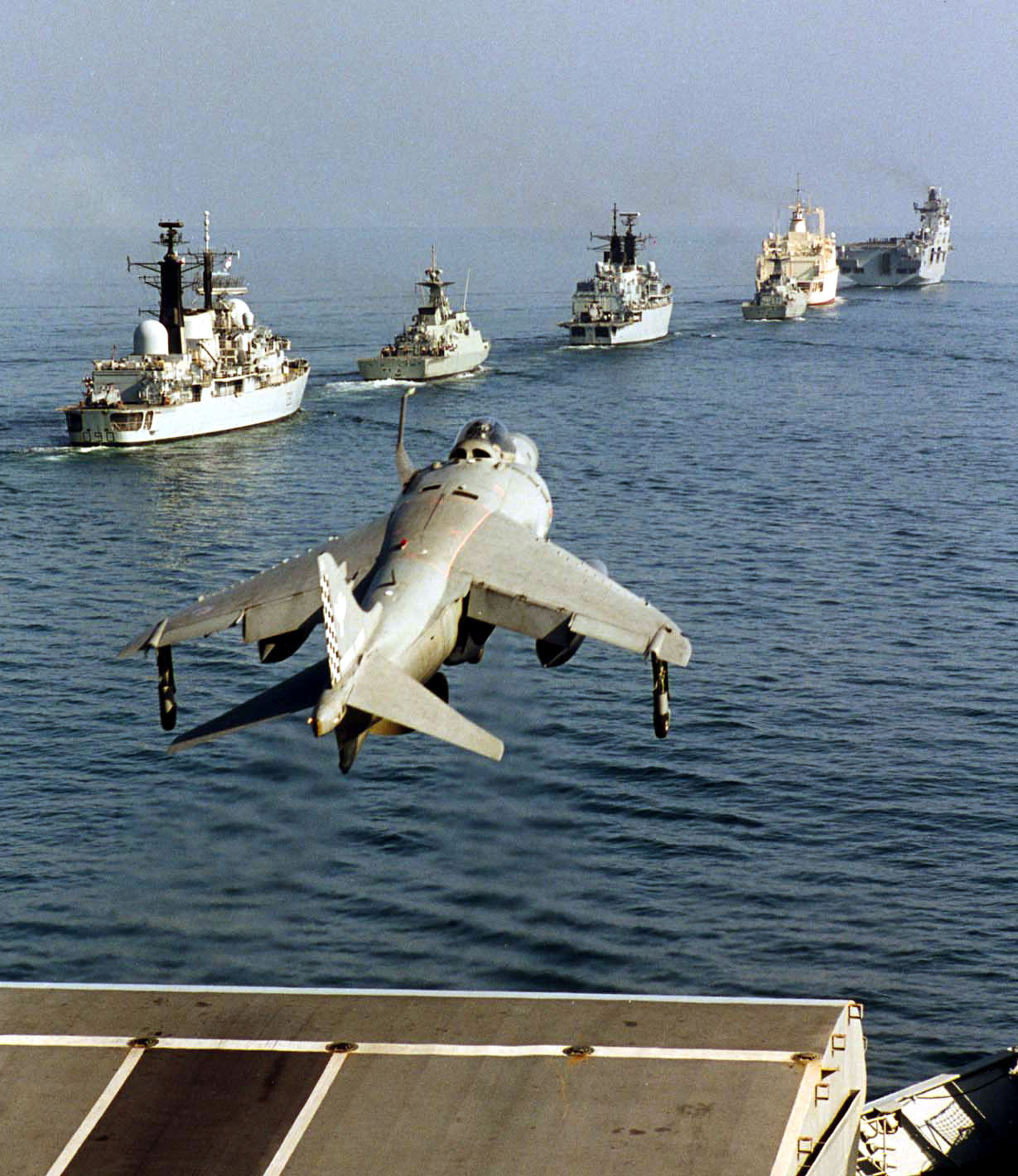
Un Sea Harrier in decollo dal trampolino (ski-jump) della nel 2001.

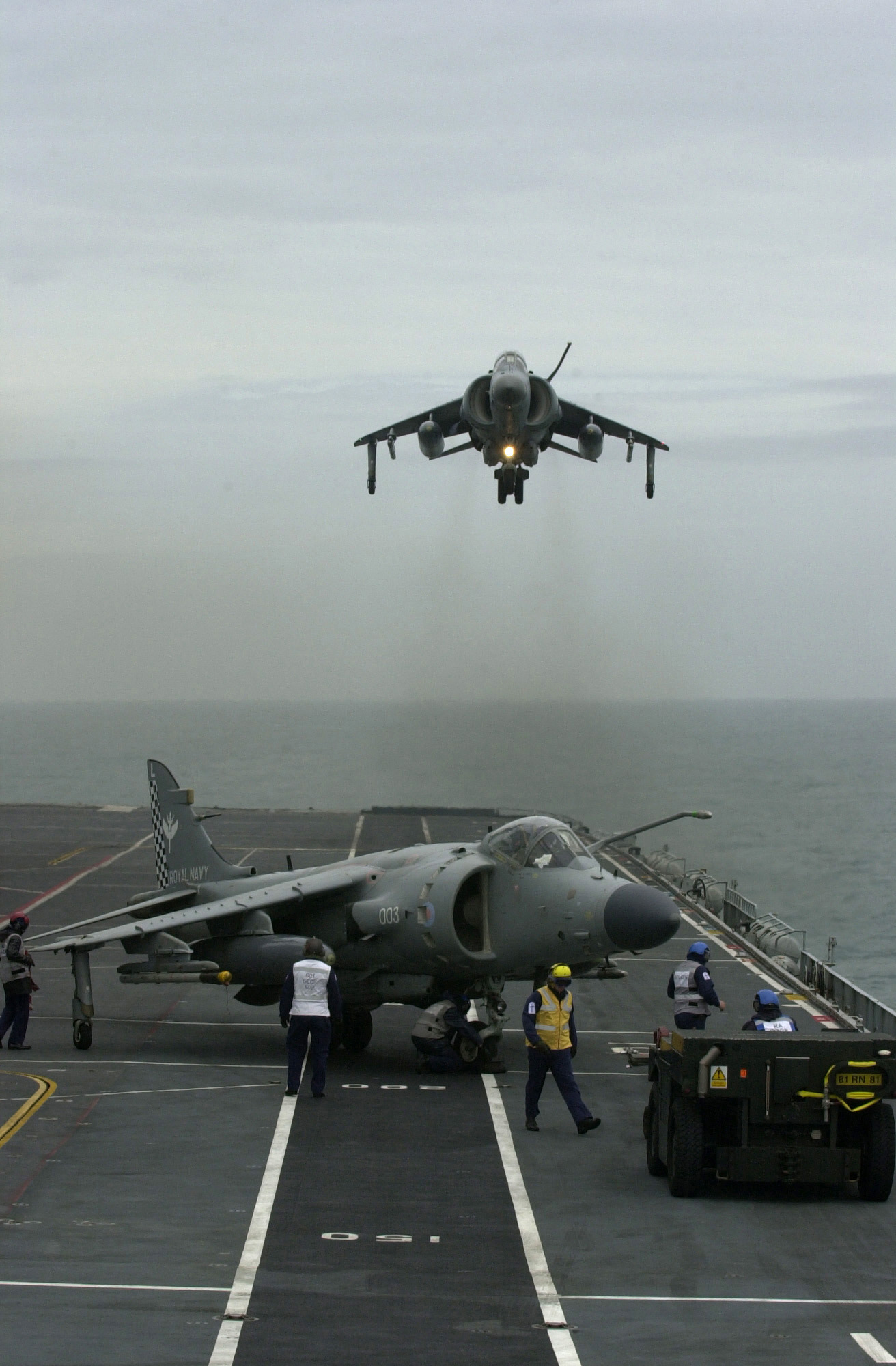
Un Sea Harrier in atterraggio sulla nel 2001.

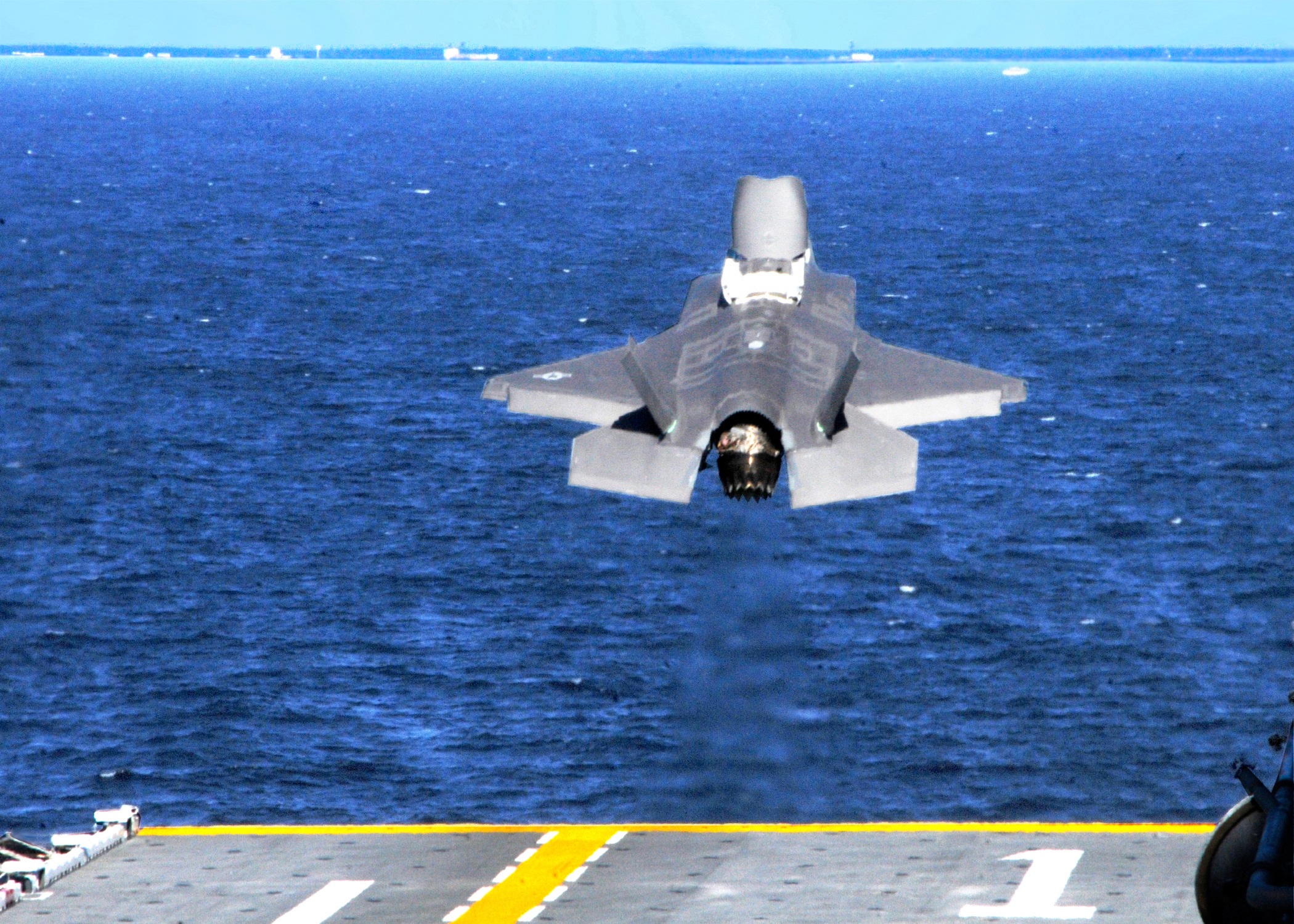
Un F-35B in decollo dalla nel 2011, da notare che data l'assenza di trampolino l'aereo si aiuta tramite i motori come se si trattasse di un decollo verticale.

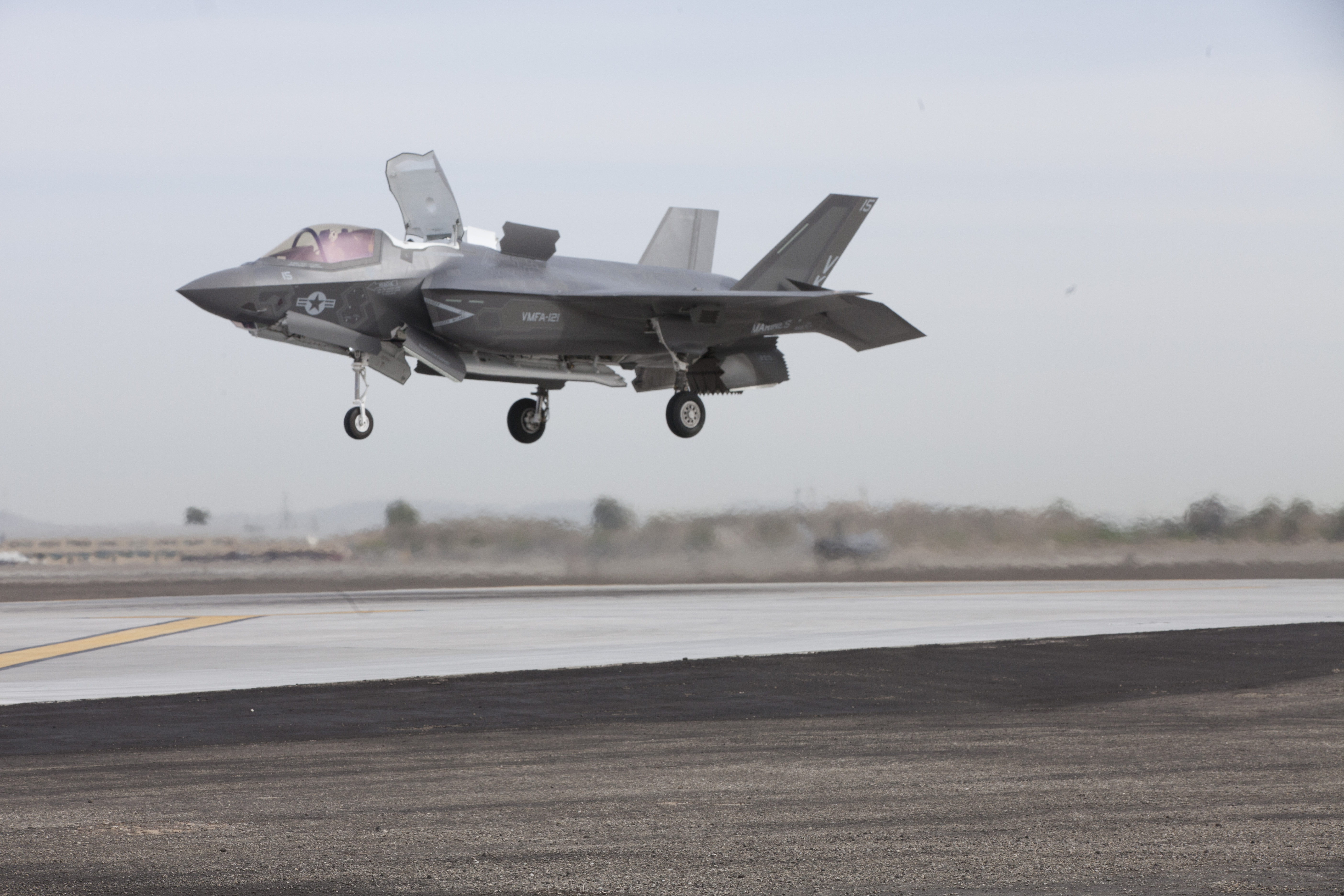
Un F-35B in atterraggio verticale nel 2013.

Un velivolo a decollo corto e atterraggio verticale, noto come STOVL (acronimo dell'inglese "short take-off and vertical landing"), è, secondo la definizione della NATO:
(NATO, AAP-06 Edition 2016 - NATO GLOSSARY OF TERMS AND DEFINITIONS (ENGLISH AND FRENCH))

## Descrizione
Questa è una capacità di alcuni tipi di aeromobili e permette il decollo da piste molto corte e l'atterraggio verticale, ad esempio in parcheggi o spazi poco preparati, evitando così la costruzione di costose infrastrutture per permettere l'atterraggio convenzionale. 

Questa caratteristica è molto utile per gli aerei imbarcati a bordo delle portaerei perché possono decollare da ponti di volo dotati di trampolino (ski-jump) invece che usare il sistema di catapulte, presente di solito nelle navi americane. 

Gli aerei STOVL possono portare un carico maggiore rispetto agli aeromobili VTOL (Vertical Take-Off Landing), ma di contro hanno bisogno di una pista, seppur piccola.
Il più famoso aeromobile con questa capacità è l'Harrier, che tecnicamente è un VTOL, ma operativamente è un STOVL, visto che può portare più carico se decolla convenzionalmente. Lo stesso discorso vale per il F-35 Joint Strike Fighter, che nei test di volo ha dimostrato di essere un VTOL ma verrà usato soprattutto come STOVL. 

Un aereo STOVL è quindi un aeromobile in grado di operare teoricamente anche in modalità VTOL o V/STOL, ma nella pratica, soprattutto nel caso di utilizzo su portaeromobili, l'operatività avviene in modalità STOVL.

## Aeromobili
Alcuni aeromobili entrati in servizio con questa capacità sono:
- Hawker Siddeley Harrier - 1ª generazione di Harrier
- BAE Sea Harrier - versione imbarcata dell'Harrier
- BAE Harrier II - 2ª generazione di Harrier
- Yakovlev Yak-38
- McDonnell Douglas AV-8B Harrier II - 2ª generazione di Harrier
- Lockheed Martin F-35 Lightning II - versione B

Altri aeromobili rimasti solamente allo stato di prototipo o di progetto:
- Dassault Mirage IIIV
- Hawker P.1127
- Hawker Siddeley P.1154
- EWR VJ 101C
- Yakovlev Yak-141
- Boeing X-32